# Menhir de la Pierre Blanche
Le menhir de Pierre Blanche est un menhir situé à Oudon, dans le département de la Loire-Atlantique en France. 

## Protection
Le menhir est classé au titre des monuments historiques par arrêté du 1er juillet 1970.

## Description
Le menhir est constitué d'un bloc de quartz blanc. Il mesure 4,30 m de hauteur, 3,60 m de largeur pour une épaisseur moyenne de 3 m. 
La légende raconte que la pierre tourne sur elle-même, une fois par an, à minuit mais que seuls les lutins en connaissent la date.